# Taqué

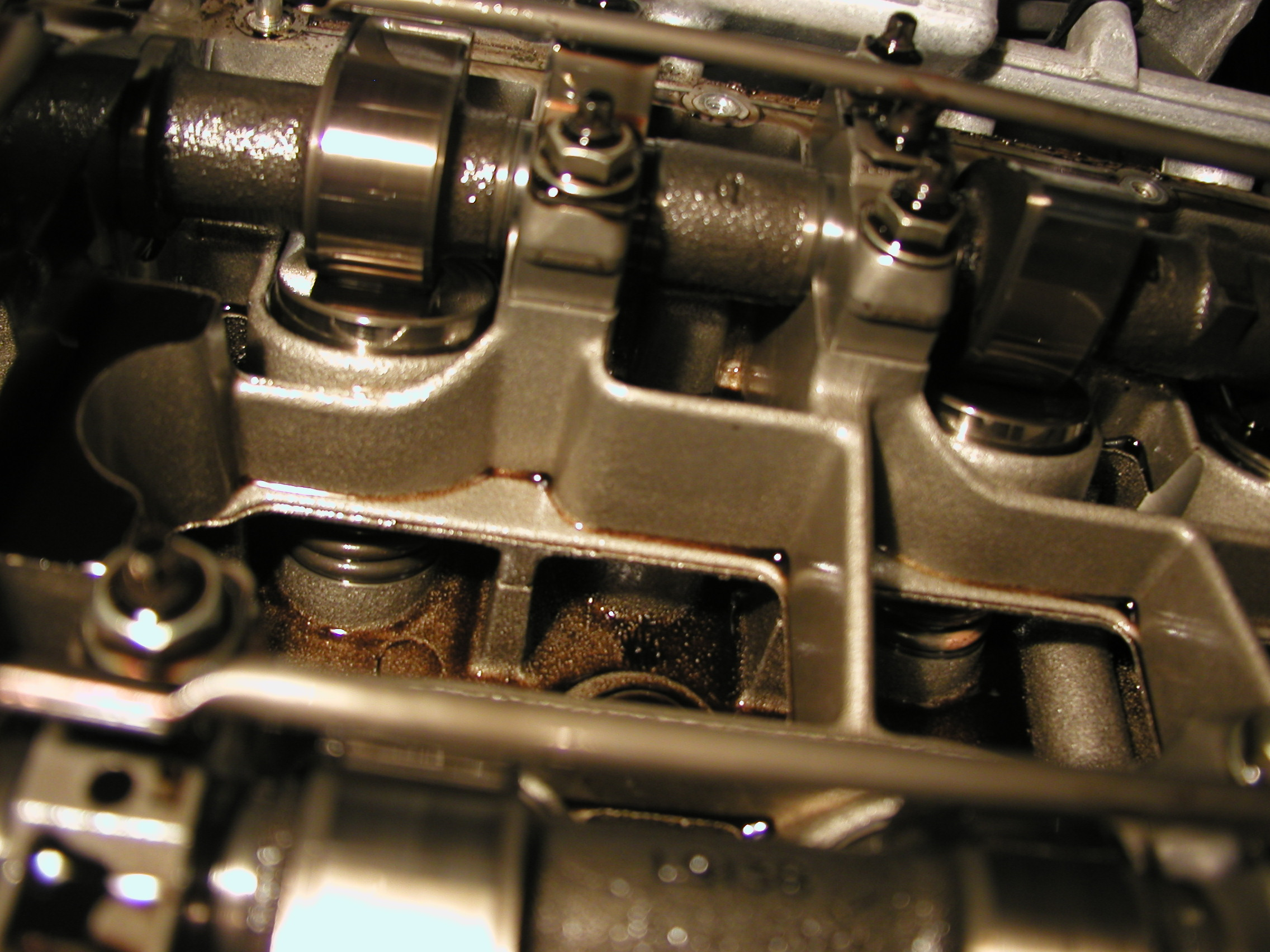
Taqués en la culata del motor de un automóvil de marca Ford

Apoyo rodante (en color rojo) accionado por una leva en un motor de combustión interna

En mecánica, el taqué (botador) es un mecanismo que sigue el contorno de una leva. Se compone de una rueda que gira en un eje soportado por una horquilla unida al elemento que la presiona contra el perfil de la leva. 

## Descripción
Va situado entre las válvulas y el árbol de levas en un motor de combustión interna. 
En realidad un taqué es un empujador, es decir, el mecanismo encargado de trasladar el movimiento vertical de las levas hasta las válvulas, y eliminar el movimiento horizontal en las cabezas de las válvulas.
Es una pequeña pieza de metal que gira y empuja para ajustar los movimientos del árbol de levas a las necesidades del motor en cada momento. Es el encargado de hacer que los balancines abran o cierren las válvulas, en función de en qué fase del motor se encuentre. Este componente puede ir alojado en una cavidad especial del bloque de motor o en la culata.
Existen dos tipos diferentes de taqué: los mecánicos y los hidráulicos. En cada uno de ellos varía el tipo de bloque en el que se debe instalar.
Los alzaválvulas o buzos hidráulicos forman parte del mecanismo de los taqués y deben su nombre al hecho de utilizar el aceite del motor para llenar su cavidad interna y mantener contacto permanente con las levas durante todo su recorrido. Deben calibrarse periódicamente.
La forma de la cabeza del taqué a simple vista es plana, pero en realidad, tiene una forma ligeramente cóncava para facilitar el giro de la leva sobre el taqué.
Los taqués están opuestos a las levas, y el buen funcionamiento del árbol de levas depende de su estado.
Generalmente los taqués se fabrican de dos materiales, acero forjado o fundición nodular, dependiendo el material del árbol de levas, ya que no debe haber incompatibilidad entre el material del taqué y el del árbol de levas. Cada leva lleva su taqué. Por lo tanto, los motores de 4 cilindros con 8 válvulas llevan 8 taqués, uno por cada válvula.